# 사랑하길 잘했어
《사랑하길 잘했어》는 2010년 10월 25일부터 2011년 4월 30일까지 방영된 한국방송공사 2TV 아침드라마로, 관계가 좋지 않은 두 집안의 자식들이 결혼하는 과정과 결혼생활에서 일어나는 에피소드를 다뤘다.

## 등장 인물

### 태호네 집
- 김진태 : 최태호 역
- 박혜숙 : 경자 역
- 오세정 : 최도희 역
- 이광기 : 최도기 역
- 김민희 : 박지원 역
- 조재완 : 최도식 역
- 사현진 : 은경 역 (아역 이규인)

### 상구네
- 최주봉 : 이상구 역
- 서권순 : 정림 역
- 김정운 : 이영준 역
- 전소민 : 이영화 역
- 윤순홍 : 허수 역
- 故 한경선 : 정숙 역
- 심지원 : 유라 역
- 권율 : 동훈 역

### 그 외 인물
- 오유나 : 유경민 역
- 송재희 : 서 대리 역
- 유승봉 : 조 상무 역
- 손가영 : 수진 역
- 김주영 : 오 상무 역
- 정민결 : 미영 역

### 특별 출연
- 김주환 : 명수 역

## 같이 보기
- 주홍글씨
- 당신 참 예쁘다 (이상 MBC.)
- 여자를 몰라
- 장미의 전쟁 (이상 SBS.)

| 한국방송공사 2TV 아침드라마                       | 한국방송공사 2TV 아침드라마                          | 한국방송공사 2TV 아침드라마                      |
| 이전 작품                                         | 작품명                                               | 다음 작품                                        |
| ------------------------------------------------- | ---------------------------------------------------- | ------------------------------------------------ |
| 엄마도 예쁘다 (2010년 4월 5일 ~ 2010년 10월 23일) | 사랑하길 잘했어 (2010년 10월 25일 ~ 2011년 4월 30일) | 두근두근 달콤 (2011년 5월 2일 ~ 2011년 11월 4일) |